# Калдейро, Фернандо
Фернандо (Френк) Калдейро (12 июня 1958 — 3 октября 2009) — американский ученый аргентинского происхождения и астронавт NASA.

## Ранние годы и образование
Калдейро родился 12 июня 1958 года в Буэнос-Айресе, Аргентина, но всю жизнь считал своим родным городом Нью-Йорк и остров Мерритт, штат Флорида. В 1976 году он окончил среднюю школу «William Cullen Bryant High School», расположенную в Лонг-Айленд-Сити в Куинсе. Затем в 1978 году получил степень младшего специалиста в области прикладных наук в области аэрокосмических технологий в государственном колледже «Farmingdale State College». В 1984 году он получил степень бакалавра наук в области машиностроения в Аризонском университете, а в 1995 году — степень магистра наук в области инженерного менеджмента в университете Центральной Флориды.

## Карьера
С 1985 по 1988 год во время производства и летных испытаний Rockwell B-1 Lancer Калдейро работал директором по испытаниям. В этой должности он отвечал за проверку и доставку все 100 самолётов данной модели. В 1988 году он был переведен компанией Rockwell International в Космический центр Кеннеди в качестве специалиста по главной двигательной установке космического шаттла.